# Afrikanischer Gelbguss

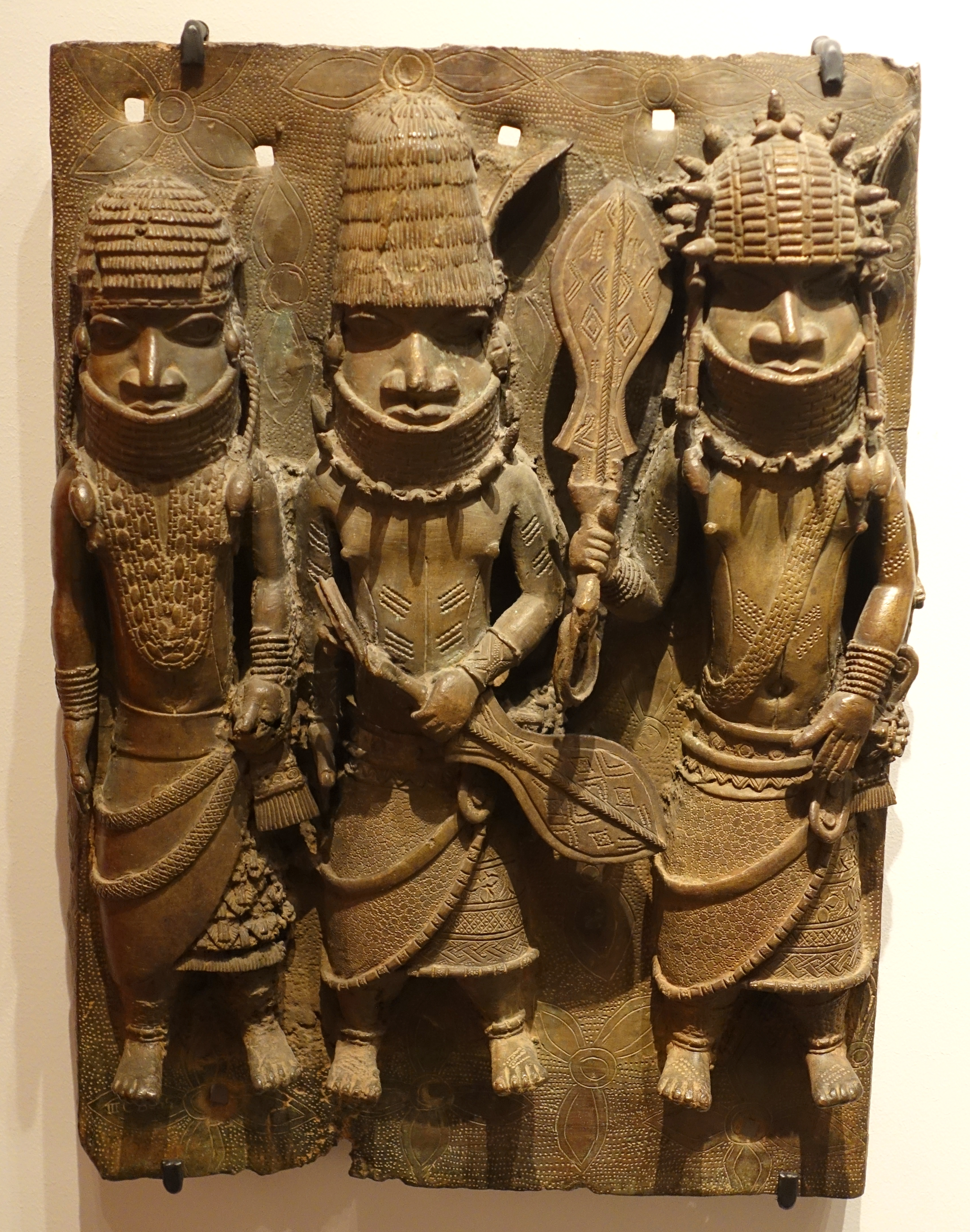
Bronzerelief einer Herrschergruppe aus dem Königreich Benin aus dem 16./17. Jahrhundert.

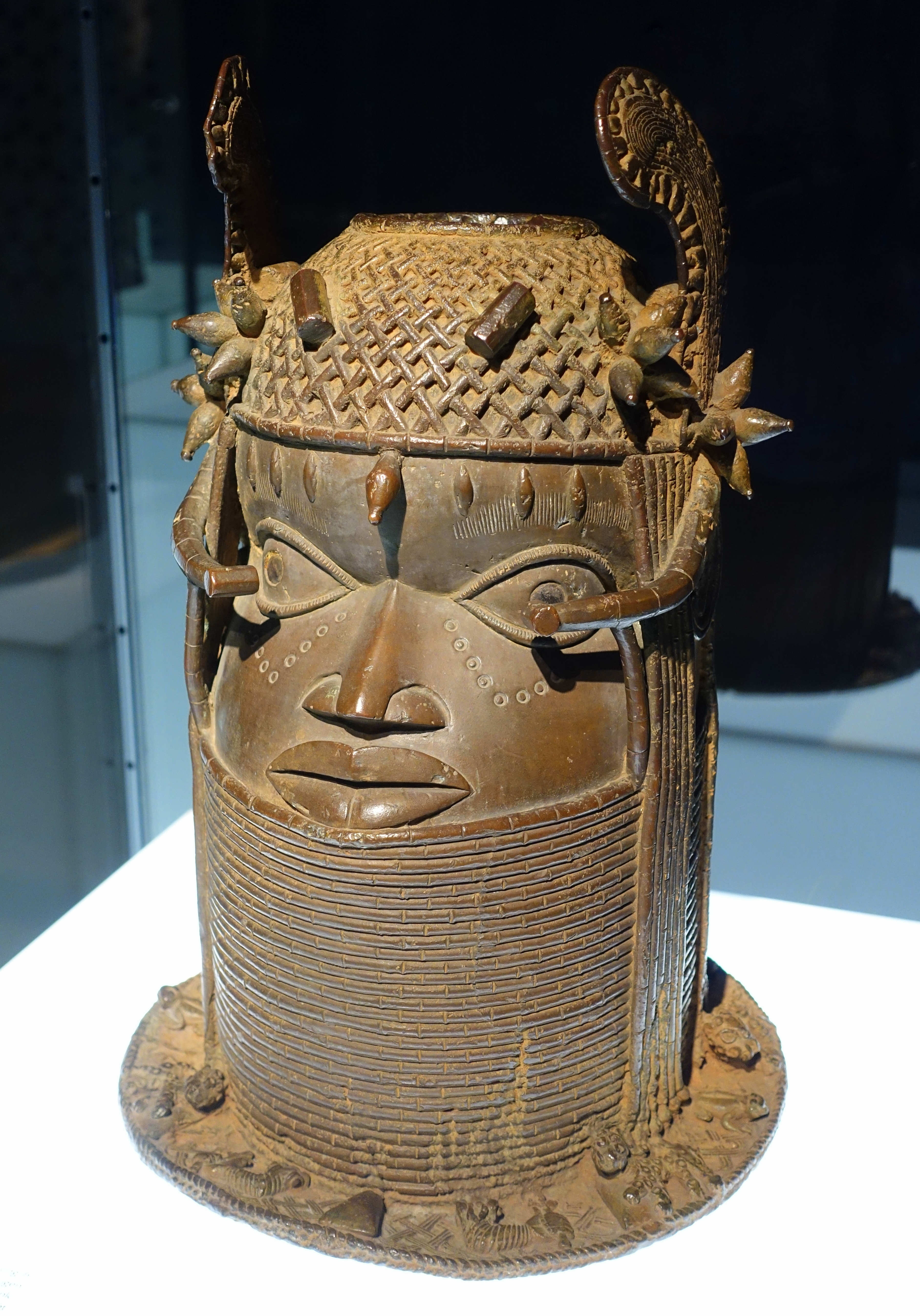
Bronzebüste eines Obas (König) aus dem Königreich Benin, aus dem 19. Jahrhundert.

Afrikanischer Gelbguss ist ein afrikanisch-eisenzeitliches Gussverfahren für unterschiedliche Metalllegierungen im Wachsausschmelzverfahren. Der Gelbguss war ursprünglich eine höfische Kunst (Aulik) der eisenzeitlichen Königreiche in Afrika. Die Büsten von Benin stellen Könige und Götter dar und dienten der Ahnenverehrung. Reliefplatten wurden an den Fassaden von Tempeln und Residenzen angebracht. Man stellte auch Schmuck her. Die Goldgewichte der Aschanti (Figuren von Tieren und Pflanzen) dienten zum Abwiegen des Goldstaubes. Der Goldhandel war die Voraussetzung für die Einführung der Technik südlich der Sahara und den Import von Metallen. 

## Das Modell
Das Wachsmodell wurde mit einem feinen, flüssigen Ton oder mit in Wasser aufgeschlämmtem Holzkohlepulver bedeckt. Auf die Schicht kam ein durch Baumwolle oder Palmfaser gebundener Tonüberzug. Man erhitzte das getrocknete Modell, damit das Wachs durch Gusskanäle auslief. Die Schilluk benutzten Baumharz.

## Metalle
Als Gussmaterial des afrikanischen Gelbgusses dienten Kupfer und Zink (Messing), Kupfer und Zinn (Bronze) oder Silber und Blei (eine Legierung, die die Schilluk für Armreifen benutzten). Die Mischungsverhältnisse der Legierungen variierten, da neben importiertem Metall auch Altmaterial eingeschmolzen wurde. Die meisten Objekte bestehen aus Messing. Bei den Bronzen der Ife und im Königreich Benin überwiegt der Blei- und Zinkgehalt den Zinnanteil.

## Geschichte
Die bisher ältesten Gelbgussartefakte (9. Jahrhundert n. Chr.), fand Thurstan Shaw (1914–2013) in Igbo Ukwu im Lande der Igbo. Die Tumuli, in denen man Gelbguss-Objekte fand, müssen vor der Islamisierung des alten Königreiches Ghana (im 10. und 11. Jahrhundert) angelegt worden sein. Die Akan-Völker (Aschanti, Baule) brachten die Technik im 11. und 12. Jh. aus dem Killi-Gebiet nach Süden an die westafrikanische Küste. Nach Ife und Benin gelangte der Gelbguss aus dem Reich von Mali (oder wie andere annehmen aus den Hausa-Staaten). Al-Husain bezeugt um 950 den Tausch von Gold gegen Kupfer im Fezzan. Arabische Geschichtswerke bestätigen den Export von Kupfer in westafrikanische Länder seit dem 11. Jahrhundert n. Chr. In Mauretanien entdeckte man die Reste einer verunglückten Karawane aus der Zeit um 1100 n. Chr., die Kupferbarren transportiert hatte. 
In vielen Sprachen Westafrikas südlich der Sahara wird Kupfer „rotes Eisen“ genannt, weil es erst nach dem Eisen bekannt wurde.